# Philippe Jean Bunau-Varilla

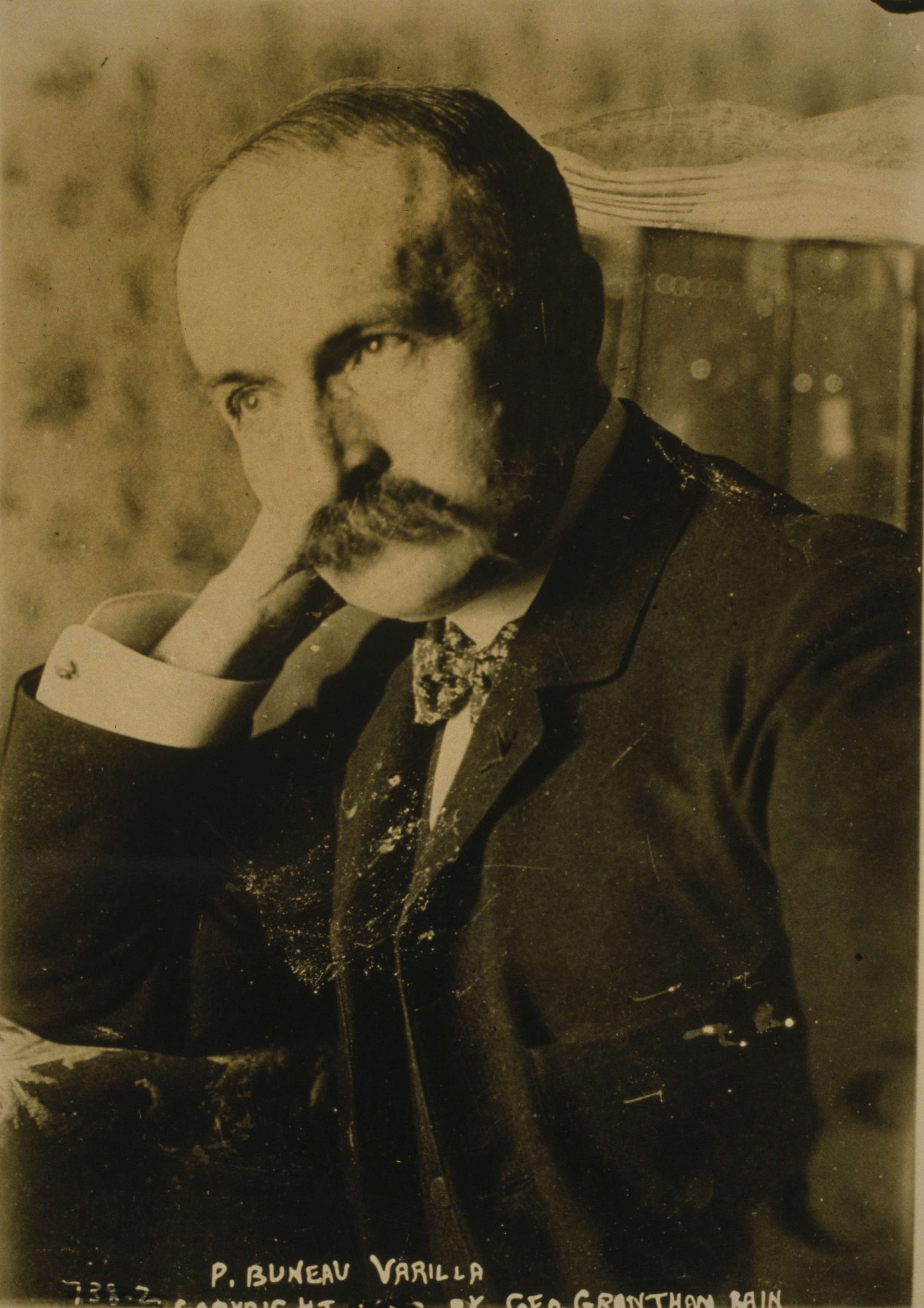
Philippe Jean Bunau-Varilla (1924)

Philippe Jean Bunau-Varilla (ur. 26 lipca 1859 w Paryżu, zm. 18 maja 1940 tamże) – francuski inżynier.

## Życiorys
W latach 80. XIX w. brał udział w projektowaniu budowy kanału międzyoceanicznego przez terytorium Panamy i z ramienia USA negocjował w sprawie przekazania terenu pod jego budowę przez Kolumbię. Gdy w 1903 Panama ogłosiła niepodległość, w imieniu jej rządu zawarł traktat z USA dający im wieczystą suwerenność nad częścią terytorium Panamy, na którym później został zbudowany Kanał Panamski. W 1914 wrócił do Francji, gdzie podczas I wojny światowej m.in. nadzorował prace inżynieryjne na polu bitwy pod Verdun.